# Bandeira de Guaraciaba do Norte
A Bandeira de Guaraciaba do Norte é um dos símbolos oficiais do município de Guaraciaba do Norte, estado do Ceará, Brasil.

## Descrição

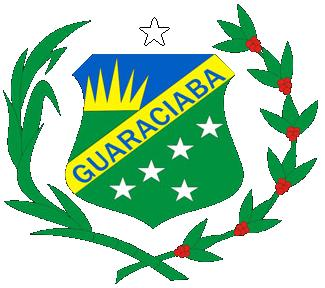
Brasão Municipal

Seu desenho consiste em um retângulo dividido em nove faixas horizontais de mesma largura alternadas nas cores verde e amarelo, sendo cinco verdes e quatro amarelas. No canto superior esquerdo há um cantão amarelo de altura igual 4/9 da largura da bandeira, onde está inserido o brasão municipal.